# Abbe-König-Prisma

Strahlengang im Abbe-König-Prisma.

Ein Abbe-König-Prisma, manchmal auch nur König- oder Abbe-Prisma genannt (im Englischen oft auch Abbe prism Type A), ist ein Umkehrprisma, das heißt ein spezielles Reflexionsprisma, das verwendet wird, um ein Bild zu invertieren (Drehung um 180°). Es wird üblicherweise in Ferngläsern und Teleskopen verwendet. Das nach Ernst Abbe und Albert König benannte Prisma ähnelt in Form und Funktion sehr stark dem Brashear-Hastings-Prisma (im Englischen oft auch Abbe prism Type B), das jedoch nicht aus zwei, sondern drei fest zusammengefügten Teilprismen besteht.

## Aufbau und Funktionsweise
Das Abbe-König-Prisma besteht aus zwei Glasprismen unterschiedlicher Form, die in einer symmetrischen, flachen, V-förmigen Anordnung fest zusammengefügt (gekittet) sind. Das erste Teilprisma hat die Form eines Dove-Prismas (trapezförmige Grundfläche, 60° geneigte Eintritts-/Austrittsflächen), wird aber so gebraucht, dass in ihm keine Brechung stattfindet. Das zweite Teilprisma ist etwas größer (Innenwinkel 90°, 60° und 30°) und hat an der dem 60°-Winkel gegenüberliegenden Seite ein „Dach“, bestehend aus zwei in einem 90°-Winkel aufeinandertreffenden Flächen (siehe Dachkantprisma). An der „90°-Ecke“ ist es üblicherweise abgeschnitten, da dieser Bereich nicht an der optischen Funktion beteiligt ist (geringerer Platzbedarf und Gewicht).
Das Licht fällt senkrecht zur Eintrittsfläche des ersten Teilprismas ein und wird an der um 30° geneigten Längsfläche intern totalreflektiert. Dann tritt es in das zweite Teilprisma über, wo es am Dach abermals totalreflektiert wird. Das Lichtbündel passiert das Dach in zwei Teilen. Jedes wird zweimal totalreflektiert. Zwischen den beiden Dachflächen „begegnen“ sie sich und treffen als wieder Ganzes auf die nächste um 30° geneigte Längsfläche, bevor sie die Prismenkombination senkrecht durch die Austrittsfläche wieder verlassen. In Summe wird das Bild bei diesen vier Reflexionen nicht spiegelverkehrt (oder ein spiegelverkehrtes Bild nicht rückgängig) gemacht. Das Bild wird um 180° gedreht, ein vorher kopfstehendes Bild wird zum Beispiel aufgerichtet. Das Prisma ist geradsichtig: keine Ablenkung und auch kein paralleler Versatz der optischen Achse.
Beim häufiger eingesetzten Porro-Prisma erfährt die optische Achse sowohl einen vertikalen als auch einen horizontalen Versatz (Letzteres nicht beim Porro-Prisma 2. Art). Das Abbe-König-Prisma ist ihm gegenüber im Vorteil, von dem in einigen Instrumenten Gebrauch gemacht wird. Des Weiteren ist es weniger sperrig als ein Porro-Prisma. Sein Nachteil sind aber die höheren Fertigungskosten: der 90°-Winkel zwischen den Dachflächen muss hohe Genauigkeit haben, weil sonst zwei nicht zusammenstoßende Halbbilder entstehen.
Bei einer vereinfachten Variante des Abbe-König-Prisma ist das „Dach“ durch eine (verspiegelte) Fläche ersetzt. Die Zahl der Reflexionen ist drei und ungerade. Die ungerade Zahl von Reflexionen führt grundsätzlich zu einem spiegelverkehrten Bild. Ein beispielsweise kopfstehendes Bild wird aufgerichtet, aber gleichzeitig spiegelverkehrt gemacht, ähnlich wie beim Dove-Prisma.